# Баба (хребет)
Баба или Кох-и-Баба, Кух-е-Баба (на персийски: کوه بابا) е планински хребет в Централен Афганистан, простиращ се в крайната североизточна част на Средноафганските планини, заемащи източната част на обширната Иранска планинска земя. Дължината му от запад на изток е около 180 km. На север проходът Нил (3538 m) го отделя от планинската система на Паропамиз, на североизток проходът Шибар (2987 m) – от планинската система на Хиндукуш, а на запад и юг проходите Шаранкуща (3108 m) и Навар – от останалите части на Средноафганските планини. Най-високата точка е връх Шахфулади (5143 m). Хребетът се явява хидрографски възел, от който водят началото си най-големите афгански реки: Херируд (на запад), Хелманд (на югозапад), Кундуз (на север, ляв приток на Амударя) и Кабул (на изток, десен приток на Инд). По склоновете му са развити планински, пустинни и степни ландшафти. В северното му подножие е разположен град Бамян.